# Hargeisa
Hargeisa (tiếng Somalia: Hargaysa, tiếng Ả Rập: هرجيسا) là thành phố lớn thứ hai tại Somalia, thuộc vùng Woqooyi Galbeed. Hargeisa là thủ đô của Somaliland, một nước cộng hòa tự xưng song được quốc tế nhìn nhận là một vùng tự trị của Somalia. Thành phố từng là thủ đô của lãnh thổ bảo hộ Somaliland thuộc Anh từ năm 1941 đến 1960, tức khi lãnh thổ này giành được độc lập với tên gọi Nhà nước Somaliland và thống nhất với Somaliland thuộc Ý để tạo thành Cộng hòa Somalia.
Thành phố nằm ở một thung lũng trên cao nguyên Galgodon (Ogo), và có cao độ 4.377 feet (1.334 m). Là nơi có các hình vẽ trên đá từ thời đại đồ đá mới, Hargeisa cũng là một trung tâm thương mại của đá quý, xay dựng, bán lẻ và xuất nhập khẩu, cũng như các hoạt động khác.

## Khí hậu
| Dữ liệu khí hậu của Hargeisa                                                                                                | Dữ liệu khí hậu của Hargeisa | Dữ liệu khí hậu của Hargeisa | Dữ liệu khí hậu của Hargeisa | Dữ liệu khí hậu của Hargeisa | Dữ liệu khí hậu của Hargeisa | Dữ liệu khí hậu của Hargeisa | Dữ liệu khí hậu của Hargeisa | Dữ liệu khí hậu của Hargeisa | Dữ liệu khí hậu của Hargeisa | Dữ liệu khí hậu của Hargeisa | Dữ liệu khí hậu của Hargeisa | Dữ liệu khí hậu của Hargeisa | Dữ liệu khí hậu của Hargeisa |
| Tháng | 1                            | 2                            | 3                            | 4                            | 5                            | 6                            | 7                            | 8                            | 9                            | 10                           | 11                           | 12                           | Năm                          |
| --- | ---------------------------- | ---------------------------- | ---------------------------- | ---------------------------- | ---------------------------- | ---------------------------- | ---------------------------- | ---------------------------- | ---------------------------- | ---------------------------- | ---------------------------- | ---------------------------- | ---------------------------- |
| Cao kỉ lục °C (°F) | 31.1 (88.0)                  | 31.7 (89.1)                  | 32.8 (91.0)                  | 32.8 (91.0)                  | 35.0 (95.0)                  | 33.9 (93.0)                  | 33.9 (93.0)                  | 33.3 (91.9)                  | 32.8 (91.0)                  | 31.7 (89.1)                  | 30.6 (87.1)                  | 28.9 (84.0)                  | 35.0 (95.0)                  |
| Trung bình ngày tối đa °C (°F)                                                                                              | 24.2 (75.6)                  | 26.6 (79.9)                  | 28.7 (83.7)                  | 29.2 (84.6)                  | 30.5 (86.9)                  | 31.0 (87.8)                  | 29.2 (84.6)                  | 29.2 (84.6)                  | 30.5 (86.9)                  | 28.2 (82.8)                  | 26.0 (78.8)                  | 23.7 (74.7)                  | 28.1 (82.6)                  |
| Trung bình ngày °C (°F) | 17.7 (63.9)                  | 18.7 (65.7)                  | 21.6 (70.9)                  | 23.0 (73.4)                  | 24.1 (75.4)                  | 24.3 (75.7)                  | 23.6 (74.5)                  | 23.6 (74.5)                  | 23.6 (74.5)                  | 24.1 (75.4)                  | 18.7 (65.7)                  | 18.0 (64.4)                  | 21.7 (71.1)                  |
| Tối thiểu trung bình ngày °C (°F)                                                                                           | 11.6 (52.9)                  | 12.6 (54.7)                  | 15.0 (59.0)                  | 16.6 (61.9)                  | 17.7 (63.9)                  | 17.7 (63.9)                  | 17.1 (62.8)                  | 17.1 (62.8)                  | 17.1 (62.8)                  | 15.0 (59.0)                  | 13.1 (55.6)                  | 12.1 (53.8)                  | 15.2 (59.4)                  |
| Thấp kỉ lục °C (°F) | 2.8 (37.0)                   | 2.8 (37.0)                   | 3.9 (39.0)                   | 9.4 (48.9)                   | 11.7 (53.1)                  | 11.7 (53.1)                  | 10.5 (50.9)                  | 11.1 (52.0)                  | 11.1 (52.0)                  | 7.2 (45.0)                   | 4.4 (39.9)                   | 4.4 (39.9)                   | 2.8 (37.0)                   |
| Lượng Giáng thủy trung bình mm (inches)                                                                                     | 2 (0.1)                      | 2 (0.1)                      | 36 (1.4)                     | 53 (2.1)                     | 49 (1.9)                     | 61 (2.4)                     | 38 (1.5)                     | 81 (3.2)                     | 61 (2.4)                     | 20 (0.8)                     | 8 (0.3)                      | 1 (0.0)                      | 412 (16.2)                   |
| Số ngày giáng thủy trung bình (≥ 0.1 mm)                                                                                    | 1                            | 1                            | 3                            | 6                            | 7                            | 9                            | 8                            | 10                           | 11                           | 4                            | 1                            | 0                            | 61                           |
| Độ ẩm tương đối trung bình (%)                                                                                              | 65                           | 65                           | 58                           | 57                           | 56                           | 55                           | 53                           | 53                           | 55                           | 56                           | 61                           | 64                           | 58                           |
| Phần trăm nắng có thể | 80                           | 73                           | 80                           | 73                           | 64                           | 73                           | 64                           | 64                           | 73                           | 80                           | 80                           | 80                           | 74                           |
| Nguồn 1: Food and Agriculture Organization: Somalia Water and Land Management (temperatures, humidity and percent sunshine) |                              |                              |                              |                              |                              |                              |                              |                              |                              |                              |                              |                              |                              |
| Nguồn 2: Deutscher Wetterdienst (extremes and precipitation)                                                                |                              |                              |                              |                              |                              |                              |                              |                              |                              |                              |                              |                              |                              |

## Thành phố kết nghĩa
- Omdurman, Sudan.
- Khartoum, Sudan.